# Tonasia
Tonasia es un género de foraminífero bentónico considerado un sinónimo posterior de Charentia la familia Charentiidae, de la superfamilia Biokovinoidea, del suborden Biokovinina y del orden Loftusiida. Su especie tipo era Sinainella aegyptica. Su rango cronoestratigráfico abarcaba el Cenomaniense (Cretácico superior).

## Discusión
Clasificaciones previas incluían Tonasia en el suborden Textulariina y en el orden Textulariida.

## Clasificación
Tonasia incluía a la siguiente especie:
- Tonasia evoluta †